# Martien Groenendaal

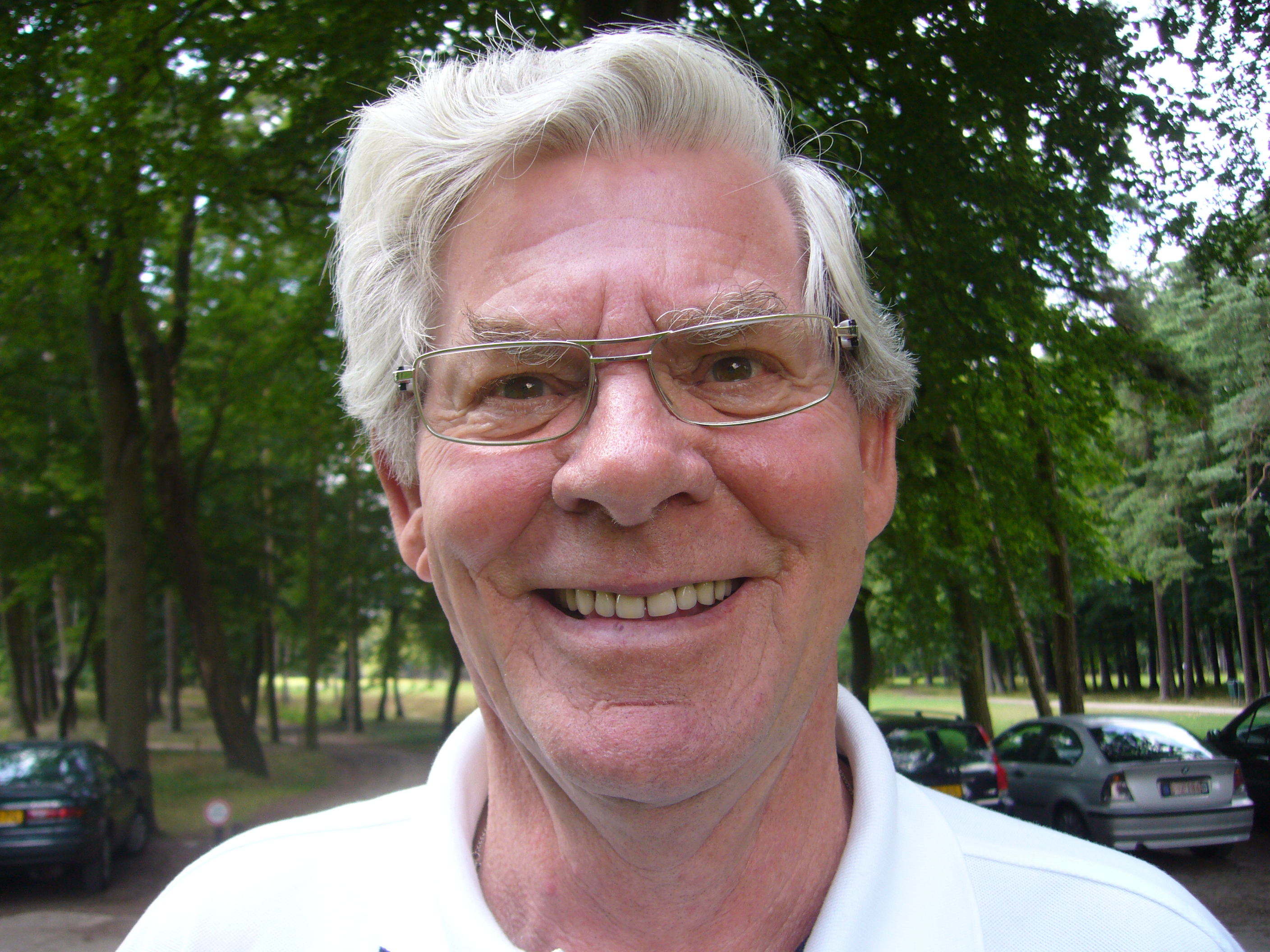
Op de Dommel, 2009

Martien Groenendaal is een Nederlands golfprofessional.

## Carriere
Groenendaal werd pas op 31-jarige leeftijd golfprofessional. Hij won in 1966, 1973 en 1981 Nederland profkampioenschap. In 1975 werd hij beste Nederlander op het Dutch Open op de Hilversumsche Golf Club. Hij won 5 keer de Twente Cup en 1 keer het Spa Open in België.
Martien Groenendaal gaf les op golfclub De Dommel te Sint-Michielsgestel.

## Persoonlijk
Groenendaal komt uit Sint-Michielsgestel en heeft vijf kinderen.